# Eupsittula
|  | Dieser Artikel wurde aufgrund von formalen oder inhaltlichen Mängeln in der Qualitätssicherung Biologie im Abschnitt „Vögel“ zur Verbesserung eingetragen. Dies geschieht, um die Qualität der Biologie-Artikel auf ein akzeptables Niveau zu bringen. Bitte hilf mit, diesen Artikel zu verbessern! Artikel, die nicht signifikant verbessert werden, können gegebenenfalls gelöscht werden. Lies dazu auch die näheren Informationen in den Mindestanforderungen an Biologie-Artikel. Begründung: Merkmalsbeschreibung fehlt - Thema nicht definiert |

Eupsittula ist eine Gattung von Papageien aus der Familie der Eigentlichen Papageien. Bis 2013 wurden die in Süd- und Mittelamerika vorkommenden Arten der Gattung Aratinga zugeordnet. Die Gattung Eupsittula wurde 1853 vom französischen Naturforscher Charles Lucien Bonaparte mit dem Goldstirnsittich als Typusspezies eingeführt. Der Gattungsname setzt sich aus dem altgriechischen eu (gut) und dem lateinischen psittula (kleiner Papagei) zusammen.
Einige Eupsittula-Arten werden als Haustiere gehalten und gezüchtet.

## Systematik
Die Gattung beinhaltet fünf Arten:
| Bild | Wissenschaftlicher Name                 | Deutscher Name     | Verbreitung |
| ---- | --------------------------------------- | ------------------ | --- |
|      | Eupsittula aurea (Gmelin, 1788)         | Goldstirnsittich   | östliches Brasilien, Bolivien, Paraguay, ferner Norden Argentiniens und südliches Surinam (Sipaliwini-Savanne).               |
|      | Eupsittula cactorum (Kuhl, 1820)        | Kaktussittich      | Caatinga im nordöstlichen Brasilien.                                                                                          |
|      | Eupsittula canicularis (Linnaeus, 1758) | Elfenbeinsittich   | westliches Mexiko bis Costa Rica                                                                                              |
|      | Eupsittula nana (Vigors, 1830)          | Jamaikasittich     | Jamaica, Mexico, Zentralamerika; eingeführt in der Dominikanischen Republik                                                   |
|      | Eupsittula pertinax (Linnaeus, 1758)    | Braunwangensittich | Kolumbien, Venezuela, Guayanas, Trinidad und Tobago, ABC-Inseln und Nordbrasilien (hauptsächlich die Region Rio Negro/Branco) |